# Ґвідо Мюнх
Ґвідо Мюнх Паніаґуа (ісп. Guido Muench-Paniagua; 1921-2020) — мексиканський астрофізик і астроном, професор Каліфорнійського технологічного інституту та Гайдельберзького університету, директор Інституту астрономії Макса Планка.

## Біографія
Мюнх вивчав будівництво та математику в Національному автономному університеті Мексики, отримавши ступінь бакалавра з будівництва та математики в 1939 році та ступінь магістра математики в 1943 році. Потім він вступив до Чиказького університету, де в 1946 році отримав ступінь доктора астрономії та астрофізики, захистивши дисертацію за темою «Проблеми переносу випромінювання в теорії зоряних атмосфер». Після цього він працював в обсерваторії Такубая в Мексиканському університеті, але в 1947 році повернувся до Чиказького університету на посаду викладача, а з 1949 року — професора-асистента. У Єркській обсерваторії при Чиказькому університеті він працював з астрофізиком Субрахманьяном Чандрасекаром над переносом випромінювання в зорях. Завдяки контактам з Герхардом Герцбергом і Вільямом Вілсоном Морганом, Мюнх зацікавився астрономічною спектроскопією. З 1951 року він працював у Каліфорнійському технологічному інституті, де став професором і працював в обсерваторії Маунт-Вілсон і Паломар. З 1977 по 1991 рік він був директором Інституту астрономії Макса Планка в Гайдельберзі та професором Гайдельберзького університету. Він працював у німецько-іспанській обсерваторії Калар Альто та в Instituto de Astrofísica de Canarias (Університет Ла Лагуна) на Тенеріфе (1992—1996).
Аспірантами Мюнха були Джеймс Ганн і Роберт Паркер.
Його син Крістофер Мюнх став кінорежисером.

## Наукова робота
Мюнх займався теорією зоряних атмосфер, спектроскопією зір, міжзоряним середовищем, спектроскопією туманностей, структурою галактик, фізикою Сонця і планетологією. Він робив і спостережні, і теоретичні дослідження.

## Відзнаки й нагороди
Ґвідо Мюнх був членом Американської академії мистецтв і наук (1962), Національної академії наук США (1967), а в 1982 році став членом-засновником Академії наук третього світу. У 1968 році він отримав медаль НАСА за виняткові наукові заслуги за участь у місіях «Марінер», «Вікінг» і «Піонер». Він був почесним доктором Мексиканського національного інституту астрофізики, оптики та електроніки. У 1989 році він отримав премію принца Астурійського. У 1944 і 1958 роках він був стипендіатом Гуггенхайма. У 1998 році він отримав іспанський орден Альфонса X. У 1989 році Міжнародний астрономічний союз організував конференцію на його честь у Гранаді.

## Роботи
- «Interstellar Absorption Lines in Distant Stars», Astrophys. J., 1957
- «The Theory of Model Stellar Model Atmospheres», in Jesse Greenstein Stellar Atmospheres, University of Chicago Press 1960
- «An Analysis of the Spectrum of Mars», Astrophys. Journal, vol. 139, 1964
- «Galactic Structure and Interstellar Absorption Lines», in Adriaan Blaauw, Maarten Schmidt Galactic Structure, University of Chicago Press, 1965
- «The Structure of the Atmosphere on the Major Planets», with Laurence M. Trafton, Journal of the Atmospheric Sciences, vol. 26, 1969, p. 813
- «Helium Abundance on Jupiter», with Donald M. Hunten, Space Science Reviews, vol. 14, 1973, p. 433-443